# Oliver Stanley
Oliver Frederick George Stanley, (4 mai 1896-10 décembre 1950), est un homme politique conservateur britannique qui occupe plusieurs postes ministériels.

## Jeunesse et éducation
Il est le deuxième fils d'Edward Stanley (17e comte de Derby), et de sa femme Lady Alice, fille de William Montagu (7e duc de Manchester). Edward Stanley (Lord Stanley) est son frère aîné. Il fait ses études au Collège d'Eton, mais n'est pas allé à l'Université d'Oxford en raison du déclenchement de la Première Guerre mondiale.
Pendant la Première Guerre mondiale, Stanley est officier dans les Lancashire Hussars, avant d'être transféré à la Royal Field Artillery en 1915. Il atteint le grade de capitaine et obtient la Croix militaire et la Croix de guerre.

## Carrière politique
Après sa démobilisation, Stanley est appelé au barreau par Gray's Inn en 1919. Aux élections générales de 1924, il est élu député de Westmorland. À partir de 1945, il siège pour Bristol West.
Il attire rapidement l'attention des dirigeants conservateurs et occupe plusieurs postes au sein du gouvernement national des années 1930. En tant que ministre des Transports, il est responsable de l'introduction d'une limite de vitesse de 30 milles à l'heure et des tests de conduite pour les nouveaux conducteurs. En mai 1938, alors qu'il est président de la Chambre de commerce, son frère Lord Stanley devient Secrétaire d'État aux Dominions - un rare exemple de deux frères siégeant dans le même cabinet, alors que leur père, un ancien ministre conservateur, est toujours en vie. Néanmoins, cinq mois plus tard, Edward meurt. Un autre exemple est celui de deux frères du Parti travailliste, David Miliband et son frère Ed Miliband, qui ont été nommés au Cabinet britannique en juin 2007.
En janvier 1940, Stanley est nommé secrétaire d'État à la Guerre après que le précédent titulaire, Leslie Hore-Belisha, ait été limogé après s'être brouillé avec les principaux officiers. On attendait beaucoup du mandat de Stanley dans ce poste, comme son père l'avait occupé pendant la Première Guerre mondiale, mais quatre mois plus tard, le gouvernement est tombé et Stanley est remplacé par Anthony Eden. Churchill propose à Stanley le ministère des dominions, mais il refuse. Au lieu de cela, Churchill fait de Stanley un représentant personnel avec les agences de renseignement, notamment en tant que fondateur de la London Controlling Section. Deux ans plus tard, Churchill le nomme secrétaire d'État aux Colonies, poste qu'il occupe jusqu'à la fin de la guerre.
Après la défaite massive des conservateurs lors des élections générales de 1945, Stanley est l'un des protagonistes de la reconstruction du parti et il devient l'un des députés conservateurs les plus importants. Il est gouverneur de The Peckham Experiment en 1949 . Il succède à son père comme chancelier de l'Université de Liverpool. À ce moment-là, cependant, sa santé est en déclin; et il est décédé le 10 décembre 1950 à son domicile de Sulhamstead.
Si Stanley avait vécu plus longtemps, il aurait très bien pu être nommé chancelier de l'Échiquier lorsque les conservateurs ont formé un gouvernement l'année suivante . L'historien Sir Charles Petrie est allé plus loin et a insisté dans ses mémoires de 1972 ( Un historien regarde son monde ) que «le plus grand coup que le Parti conservateur a subi depuis la fin de la guerre a été la mort prématurée d'Oliver Stanley. Il était l'un des hommes les plus doués du siècle et aurait fait un très grand Premier ministre. . . . Il était un brillant causeur comme un orateur public. " 

## Famille
Stanley épouse Lady Maureen Vane-Tempest-Stewart, fille de Charles Vane-Tempest-Stewart (7e marquis de Londonderry), et l'hon. Edith Chaplin, en 1920. Ils ont un fils et une fille: 
- Michael Charles Stanley (1921–1990), qui épouse (Aileen) Fortune Constance Hugh Smith et a deux fils
- Kathryn Edith Helen Stanley DCVO (1923–2004), dame d'honneur de la reine Élisabeth II de 1955 à 2002 et qui épouse Sir John Dugdale KCVO (1923–1994) et a deux filles et deux fils.

Lady Maureen est décédée en juin 1942, à l'âge de 41 ans.